# Starlink

Logo

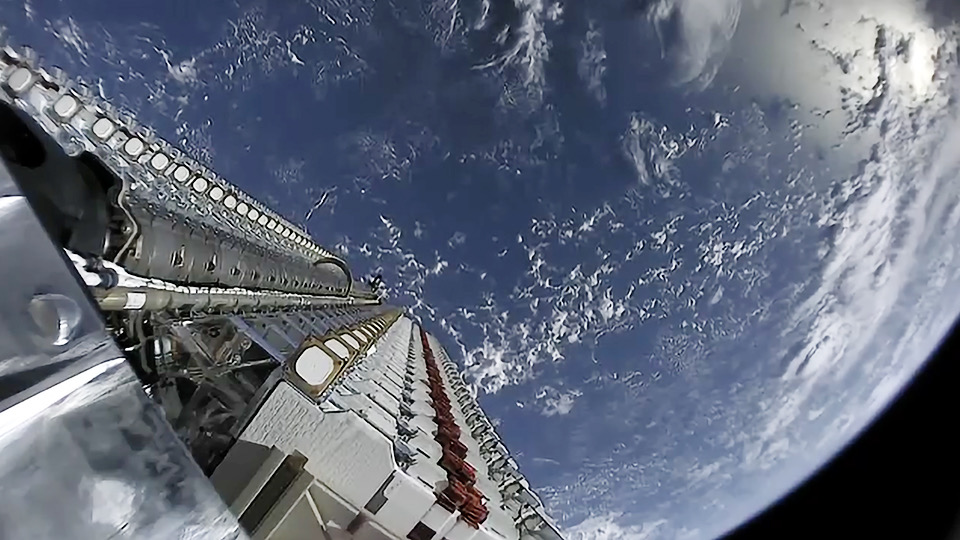
60 op elkaar gestapelde Starlink-testsatellieten vlak voor ze in mei 2019 door de Falcon 9-raket in hun baan werden losgelaten

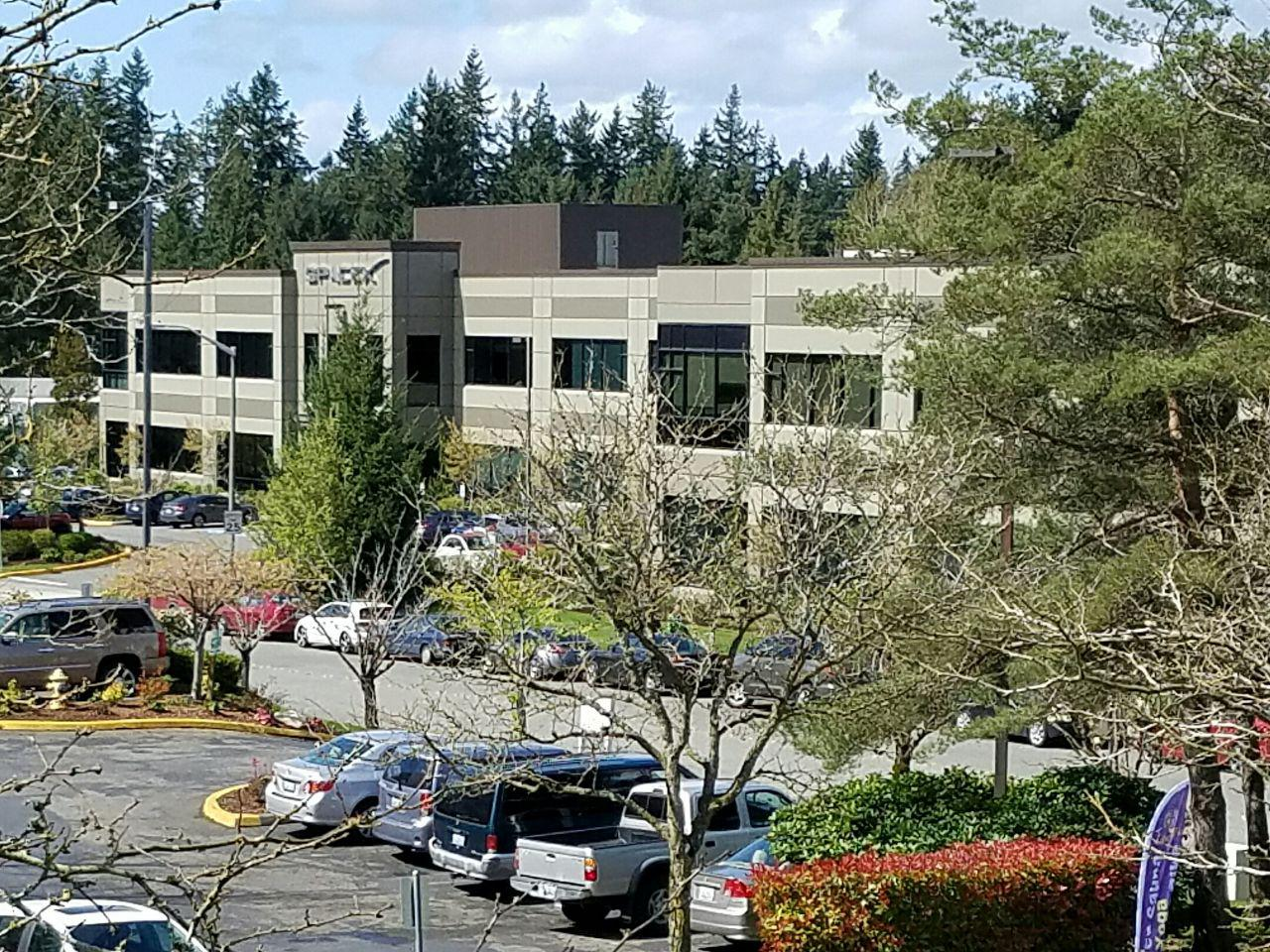
De fabriek van SpaceX in Redmond (WA) waar de satellieten worden geproduceerd.

Starlink is een satellietconstellatie van het Amerikaanse ruimtevaartbedrijf SpaceX voor het aanbieden van internettoegang. Via duizenden satellieten die in een lage aardbaan geplaatst zijn levert het bedrijf wereldwijd breedbandinternet tegen een prijs die vergelijkbaar is met huidige (bekabelde) internetverbindingen. De gebruiker heeft hiervoor een antenne nodig die “zo groot als een pizzadoos” is.
Een van de doelen van Starlink is volgens de directeur van SpaceX Elon Musk het verdienen van geld om de ontwikkeling van marsraket Starship en aanverwante missies van SpaceX mee te financieren. Er zijn vergunningen voor het operationeel netwerk met tot 12.000 satellieten en SpaceX vroeg in oktober 2019 een vergunning voor een uitbreiding met nog eens 30.000 satellieten aan. Na twee lanceringen met ieder 60 satellieten was Starlink in januari 2020 gemeten naar het aantal satellieten reeds het grootste satellietnetwerk ter wereld.
Elon Musk wil met Starlink drie tot vier procent van de internetmarkt bedienen. Het netwerk richt zich op het platteland waar geen hoogwaardig internet is en 5G-techniek onaantrekkelijk is vanwege de afstanden. Hij richt zich niet op stedelijke gebieden; een satellietnetwerk zou volgens hem nooit genoeg bandbreedte voor een dichtbevolkt gebied kunnen leveren.
Begin januari 2024 bestond Starlink uit 5.289 satellieten.

## Geschiedenis
Plannen voor Starlink werden vanaf 2015 bekend. Eind 2017 werd de naam Starlink gedeponeerd. Ook werd een satellietenfabriek in Redmond (Washington) geopend.
Op 22 februari 2018 werden twee testsatellieten genaamd Tintin-A en Tintin-B als secundaire vracht naar een polaire baan om de aarde gelanceerd. Deze satellieten hadden grofweg het formaat van een kleine koelkast. Het uiteindelijke netwerk zal echter in oostelijke richting om de aarde cirkelen. Het netwerk zou aanvankelijk uit 4250 satellieten bestaan die op een hoogte van ongeveer 1110 tot 1325 kilometer om de Aarde zouden draaien. Inmiddels is het beoogde aantal uitgebreid met 7518 die op een hoogte van 335 tot 346 kilometer om de aarde zullen cirkelen. Ook zal van 1600 van de origineel geplande 4250 satellieten in een lagere baan op 550 kilometer worden gebracht. 
Uiteindelijk werd besloten alle satellieten op 550 km hoogte te hebben. De belangrijkste reden daarvoor is dat een defecte satelliet op die hoogte binnen enkele jaren terugvalt in de atmosfeer terwijl dat bij 1100 kilometer eeuwen zou duren en veel langdurig ruimteschroot zou veroorzaken. Op den duur zou het netwerk kunnen uitgroeien tot bijna 12.000 satellieten. De satellieten zijn voorzien van een op kryptongas werkende ionenmotor om in die lage banen om de aarde te blijven en te kunnen sturen. Dat is nodig omdat zo dicht bij de aarde nog (losse) gasmoleculen voorkomen die satellieten zonder voortstuwing in enkele maanden tijd zoveel zouden afremmen dat deze terugvallen in de atmosfeer. 
De reden om de satellieten zo laag te laten vliegen is dat een kleinere fysieke afstand tussen de gebruiker en de satelliet minder vertraging en dus een snellere reactietijd oplevert. Starlink zal op het grootste deel van de Aarde beschikbaar zijn. De noord- en zuidpool zijn hierop een uitzondering.
In april 2019 ontving SpaceX een (eerste) licentie van de FCC om maximaal twee miljoen gebruikers op het netwerk te mogen aansluiten.

### Starlink v0.9
Op 23 mei 2019 begon SpaceX een serie testsatellieten te lanceren. Aan boord van de Falcon 9 voor vlucht Starlink-1 waren 60 satellieten die als prototypes dienen om de functionaliteit te bewijzen. Deze Starlink v0.9-satellieten hebben nog niet de volledige functionaliteit waarbij de satellieten ook met elkaar kunnen communiceren. Ze zijn wel een stuk kleiner en vooral platter dan de Tintin-satellieten. Ze zijn zo ontworpen dat ze geen speciale raket-adapter nodig hebben maar op elkaar gestapeld worden. Met een gezamenlijke massa van ongeveer 13.620 kg (227 kg per stuk) is dit de zwaarste vracht die SpaceX tot nog toe lanceerde.

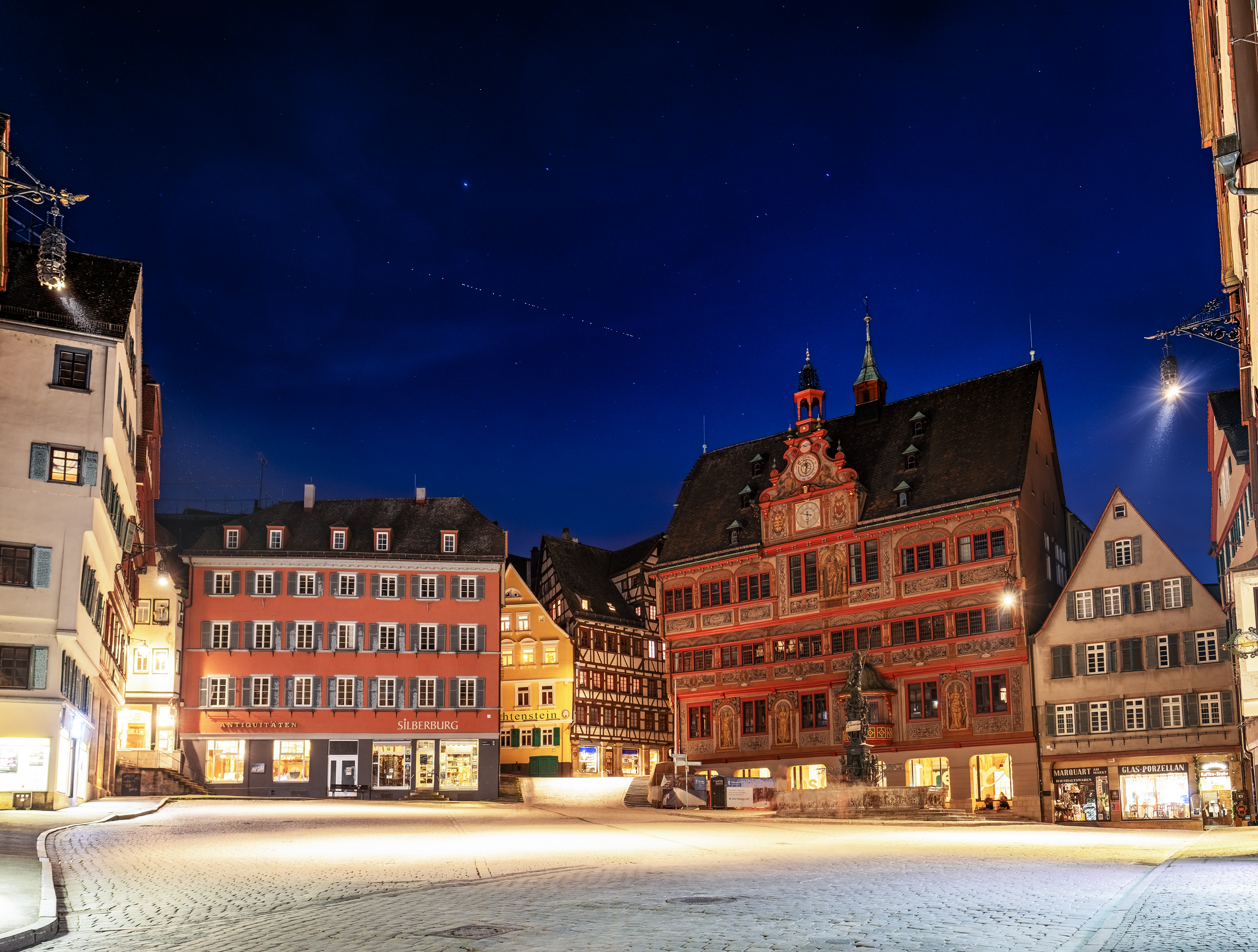
Een treintje Starlink-satellieten (batch V1L6) gezien vanuit Tübingen

De nacht na de lancering van de 60 Starlink-testsatellieten kreeg de wereld voor het eerst een "trein" van 60 satellieten die zonlicht weerkaatste te zien. Dit leverde de nodige UFO-meldingen en veel media-aandacht op. Het "trein-effect" zou naarmate de afstand tussen de satellieten groter werd minder spectaculair worden.
Musk meldde overigens dat de vracht een totale massa van 18,5 ton heeft. Waar die resterende 5 ton uit bestaat werd niet gemeld. Er wordt in de media aangenomen dat het om een verstevigde vrachtadapter gaat omdat de standaard vrachtadapter van de Falcon 9 maximaal 10.500 kilogram kan dragen. Op een foto die Elon Musk tweette is te zien dat de neuskegel vrijwel helemaal gevuld is met satellieten (alleen het toelopende gedeelte is niet gebruikt). Deze 60 satellieten werden op een hoogte van 440 km losgelaten en stegen op eigen kracht naar een baan op een hoogte van 550 km.
Op 30 juni hadden 45 satellieten hun baan op 550 km bereikt, 5 stuks klommen nog naar hun baan en er waren nog 5 stuks die tests ondergaan voordat ze die manoeuvre maken.
Bij drie van de Starlink v0.9 satellieten ging het contact verloren. Deze zullen vanzelf terugvallen naar de aarde. Twee andere satellieten zullen een deorbit-manoeuvre maken om de buitenbedrijfstelling te simuleren.
Op 22 oktober 2019 verzond Elon Musk voor het eerst een Tweet via een van deze Starlink-satellieten.
Op 4 juni 2020 meldde satelliet-tracker Jonathan McDowell dat van de nog actieve 36 v0.9-satellieten er tussen 21 en 31 mei 35 stuks hun baan aan het verlagen waren wat erop lijkt te duiden dat ze gaan de-orbiteren.

### Opbouw Starlink 1
Op 10 september 2019 zei Gwynne Shotwell op de World Satellite Business Week in Parijs dat SpaceX voor 2020 24 Starlink-lanceringen op de planning heeft staan. Daarmee alleen al zou het aantal Starlink-vluchten hoger zijn dan hun toenmalige lanceerjaarrecord.
Wanneer er 800 satellieten zijn geactiveerd kan worden begonnen met het aanbieden van Internet. SpaceX hoopt in 2020 of 2021 zover te zijn. Elon Musk verwacht dat de satellieten 5 jaar mee gaan en dan door de volgende generatie Starlink-satellieten worden vervangen. 
Het lanceren van de satellieten kost meer dan het bouwen ervan. Wanneer SpaceX’ volgende generatie raketten genaamd Starship gereed zijn verwacht Musk dat de lanceerkosten met een factor vijf zullen afnemen. Die volledig herbruikbare raket kan 400 satellieten per keer lanceren.
Ondertussen wordt er in samenwerking met Het Pentagon gewerkt aan versleuteld Starlink-internet zodat het netwerk ook geschikt wordt voor militaire toepassingen.
De lancering van de eerste batch volledig functionele satellieten vond plaats op 11 november 2019. Deze satellieten hebben een massa van ongeveer 270 kilogram per stuk en worden in een baan op 280 kilometer hoogte losgelaten. Na een aantal tests zullen ze naar een hogere baan klimmen. Een van de 60 satellieten leek bij voorbaat al defect en werd kort na de lancering terug de atmosfeer in gestuurd. Dit gebeurde ook met enkele andere satellieten die later werden gelanceerd. Vanaf lancering V1L2 werd naar een andere, elliptischer parkeerbaan gelanceerd zodat de vier stalen banden waarmee de satellieten op de raket worden vastgehouden en niet-functionerende satellieten na het loslaten sneller terug in de atmosfeer vallen en verbranden met het oog op het minimaliseren van ruimteafval.
Gwynne Shotwell zei in december 2019 dat ze verwacht dat wanneer de service Starlink halverwege 2020 van start gaat het internet nog niet helemaal stabiel zal zijn maar dat dat in 2021 al sterk verbeterd zal zijn. Ook vertelde ze dat er op verschillende lanceringen verschillende experimentele coatings op de satellieten worden aangebracht om uit te vinden welke de beste is ze minder licht te laten reflecteren. Er werden eind 2019 dagelijks zeven satellieten afgebouwd.
Lanceringen gebeuren meestal met 60 Starlink-satellieten per vlucht. Maar de stapel kan ook kleiner worden gemaakt om ruimte aan betalende klanten met kleine satellieten te bieden op de raket. Ook opvallend is dat de neuskegels bij Starlink-lanceringen niet zijn voorzien van de gebruikelijke akoestische demping omdat de satellieten dermate robuust zijn gebouwd dat ze zelfs onderlinge botsingen, die kort na het loslaten van de stapel kunnen gebeuren, aankunnen. Hierdoor is de herbruikbare neuskegel goedkoper, lichter en vereist deze minder onderhoud.
In juni 2020 verscheen er een formulier op de Starlink-website waarmee mensen zich kunnen aanmelden voor deelname aan het publieke bèta-testprogramma. In de zomer van 2020 begon SpaceX al met het intern testen van het netwerk.
In september 2020 meldden de nooddiensten in de Amerikaanse staat Washington dat ze bij het bestrijden van bosbranden gebruik hadden kunnen maken van Starlink. Niet eerder hadden ze een krachtig communicatiesysteem dat zo snel op afgelegen locaties was op te zetten.
In het najaar van 2020 begon SpaceX met het publieke bèta-testen van Starlink. Dit gebeurde in het noorden van de Verenigde Staten, het zuiden van Canada en Nieuw-Zeeland. Dat zijn de gebieden waar op dat moment een redelijke dekking was bereikt. Met iedere lancering is het de bedoeling het noordelijke en het zuidelijke dekkingsgebied wat dichter naar de evenaar toe te laten groeien.
In januari 2021 vroeg SpaceX bij de FCC een vergunning aan om tien Starlink-satellieten als secundaire vracht te mogen lanceren op missie Transporter-1. Deze vlucht gaat naar een polaire baan. Daarmee zou SpaceX beginnen met de opbouw van een gedeelte van hun netwerk dat dekking rond de aardpolen zou bewerkstelligen. Op 8 januari werd de toestemming verleend. Op 24 januari werd deze missie gelanceerd. 
Een opvallend detail aan de tien Starlink-satellieten waren een aantal uitstekende zwarte onderdelen die niet op eerdere Starlink-satellieten zaten. Dit bleken lasers te zijn. Deze worden gebruikt voor communicatie tussen satellieten. Het ging hier om testsatellieten die als v0.9 worden aangeduid. Musk gaf aan dat in 2021 alleen polaire satellieten worden uitgerust met lasercommunicatie, maar dat vanaf 2022 alle nieuwe Starlink-satellieten daarvan worden voorzien. In mei 2021 stonden er zes Starlink-lanceringen vanaf Vandenberg Space Force Base naar een polaire baan op de planning om in de tweede helft van dat jaar te worden uitgevoerd.
Op 20 januari 2021 werd de duizendste Starlink-satelliet gelanceerd. In maart van dat jaar vroeg SpaceX bij de FCC een vergunning aan om Starlink ook voor terminals in bewegende voertuigen beschikbaar te maken. Op 13 mei 2021 sloot SpaceX een contract met Google. Google zal een grondstation voor Starlink op hun datacenters plaatsen en de uplink verzorgen.
Op 26 mei 2021 lanceerde SpaceX de laatste batch van de eerste groep Starlink-satellieten. Daarna pauzeerde SpaceX de lanceercampagne tot september 2021 omdat ze toen ze de lasercommunicatietechniek beschikbaar hadden voor de volgende serie satellieten. Elon Musk wil ook Crew Dragons en de toekomstige Starship-ruimteschepen met Starlink lasercommunicatie uitrusten zodat er internettoegang aan boord van deze bemande ruimteschepen komt. 
In september 2021 werd een lancering voor groep 2 uitgevoerd, daarna werd in november begonnen met de opbouw van satellietengroep 4. Deze versie 1.5-satellieten worden in een baan met een hoek van 53,22 graden op een operationele hoogte van 540 kilometer gebracht.
In november 2021 werd een verbeterde gebruikersantenne geïntroduceerd. In juli 2023 werd de laatste batch Starlink 1.5-satellieten gelanceerd.

### Starlink 2
Starship S24, het prototype van Starship dat in het voorjaar van 2022 werd gebouwd en gebruikt om om de eerste (bijna) orbitale lancering van een Starship uit te voeren was met een speciale Starlink-dispenser uitgerust die qua werking enigszins aan een pez-snoepautomaat doet denken. Deze was bedoeld voor Starlink 2.0-satellieten. Uiteindelijk werd het luik dichtgelast en het starship haalde de ruimte niet. De derde orbitale testvlucht Starship haalde de ruimte op 14 maart 2024 wel. Daarbij werd het Starlink-luik getest en nog onvoldoende geschikt bevonden voor het uitwerpen van Starlink-2-satellieten.
In mei 2022 gaf Musk aan dat de eerste Starlink 2-satellieten inmiddels in aanbouw waren. Deze zullen zo’n zeven meter lang zijn en de massa zal zo’n 1.200 kg zijn; dat is enkele malen groter en zwaarder dan Starlink 1-satellieten. Ze kunnen ongeveer tien keer zoveel data verwerken. Met deze afmetingen lijkt lancering met een Falcon-raket onwaarschijnlijk. In augustus 2022 gaf SpaceX aan een deel van de Starlink 2-satellieten toch met de Falcon 9 te zullen lanceren.
Op 25 augustus 2022 presenteerden T-mobile en SpaceX een plan waardoor T-mobile-telefoons in gebieden zonder gsm-bereik in de loop van 2023 contact met Starlink-satellieten kunnen maken door middel van instrumentarium dat reeds in mobiele telefoons aanwezig is; de Starlink-satellieten kunnen dezelfde frequenties gebruiken die ook voor telefoonmasten worden gebruikt. Op 14 september 2022 meldde SpaceX dat ze dekking op alle zeven continenten hadden bereikt.
Op 28 december 2022 werd een batch Starlink-satellieten gelanceerd die werden omschreven als de eerste groep van de tweede generatie Starlink-satellieten. Het bleek nog niet om volwaardige Starlink V2-satellieten te gaan. Ze werden later ook met V1.5 aangeduid. Op 26 februari 2023 plaatste SpaceX een foto van een stapel Starlink-satellieten op Twitter met daarbij de mededeling dat het om Starlink V2-mini ging. Dit zijn volwaardige Starlink V2-satellieten die zijn ontworpen om in de Falcon 9 te passen. Ze zijn dus anders van vorm dan de V2-satellieten die later met Starship worden gelanceerd. 
Er passen 21 V2-mini-satellieten in de neuskegel van een Falcon 9. Qua bandbreedte en snelheid zijn ze viermaal zo krachtig als V1-satellieten. Voor de ionenmotoren van deze satellieten is SpaceX overgestapt op argon als stuwstof dat in veel grotere mate aanwezig is op aarde. Een maand na de eerste V2-lancering werden er enkele satellieten de atmosfeer ingestuurd omdat ze niet naar behoren werkten. Musk had al "kinderziektes" verwacht vanwege de nieuwe technologieën die in deze satellieten zijn toegepast.
In april 2023 opende SpaceX een Starlink-fabriek in het Texaanse Bastrop.
Op 2 november 2023 meldde Elon Musk dat Starlink inmiddels “break even” draaide.

## Overzicht lanceringen
| Volgnr | Datum Tijd (UTC)        | Vluchtnaam                            | Lanceerplatform | Rakettype              | Bijzonderheden |
| ------ | ----------------------- | ------------------------------------- | --------------- | ---------------------- | --- |
| 1      | 22 februari 2018 14:17  | Paz/Starlink                          | VAFB, SLC-4E    | Falcon 9 FT            | Twee testsatellieten genaamd TinTin A & B banen werden in voorjaar 2020 verlaagd t.b.v. deorbit. TinTin-B verbrandde op 8 augustus 2020 in de atmosfeer. |
| 2      | 24 mei 2019 02:30       | Starlink V0.9L1                       | CCAFS, SLC-40   | Falcon 9 B5            | 60 testsatellieten worden anno augustus 2020 terug in de atmosfeer gestuurd. |
| 3      | 11 november 2019 14:51  | Starlink V1L1                         | CCAFS, SLC-40   | Falcon 9 B5            | Eerste batch van 60 volledig functionele Starlinksatellieten |
| 4      | 7 januari 2020 2:19     | Starlink V1L2                         | CCAFS, SLC-40   | Falcon 9 B5            | 60 satellieten |
| 5      | 29 januari 2020 14:06   | Starlink V1L3                         | CCAFS, SLC-40   | Falcon 9 B5            | 60 satellieten |
| 6      | 17 februari 2020 15:05  | Starlink V1L4                         | CCAFS, SLC-40   | Falcon 9 B5            | 60 satellieten, boosterlanding mislukt |
| 7      | 18 maart 2020 12:16     | Starlink V1L5                         | KSC, LC-39A     | Falcon 9 B5            | Lancering vanaf Complex 39A omdat Complex 40 voor een andere lancering beschikbaar moet zijn. Eerste poging op 15 maart afgebroken na starten motoren. Een raketmotor begaf het in de vlucht, maar de missie kon worden volbracht. Poging tot boosterlanding was door het defect niet mogelijk. |
| 8      | 22 april 2020 19:30     | Starlink V1L6                         | KSC, LC-39A     | Falcon 9 B5            | 60 satellieten |
| 9      | 4 juni 2020 01:25       | Starlink V1L7                         | CCAFS, SLC-40   | Falcon 9 B5            | 60 satellieten. De lancering werd twee dagen uitgesteld vanaf 17 mei om ruimte te bieden aan lancering van X-37B (OTV-6) op het nabij gelegen SLC-41 en de tropische storm Arthur. Daarna uitgesteld tot na SpX-DM2 wegens het schema van landingsschip Of Course I Still Love You. Daarna kwam landingsschip Just Read the Instructions gereed. Een satelliet is uitgevoerd met zonnevizier om lichtreflecties aan te passen. |
| 10     | 13 juni 2020 09:21      | Starlink V1L8/SkySat 16-18            | CCAFS, SLC-40   | Falcon 9 B5            | 58 Starlinksatellieten, rideshare met 3 SkySat-satellieten |
| 11     | 7 augustus 2020 05:12   | Starlink V1L9/BlackSky                | KSC, LC-39A     | Falcon 9 B5            | 57 Starlinksatellieten, rideshare met twee BlackSky Global satellieten. Meermaals uitgesteld. |
| 12     | 18 augustus 2020 14:31  | Starlink V1L10/Skysat 19-21           | CCAFS, SLC-40   | Falcon 9 B5            | 58 Starlinksatellieten, rideshare met 3 SkySat-satellieten |
| 13     | 3 september 2020 12:46  | Starlink V1L11                        | CCAFS, LC-39A   | Falcon 9 B5            | 60 Starlinksatellieten |
| 14     | 6 oktober 2020 11:29    | Starlink V1L12                        | KSC, LC-39A     | Falcon 9 B5            | 60 Starlinksatellieten, wanneer de satellieten van deze batch hun banen hebben bereikt is er Starlink-dekking in grote delen van Noord-Amerika wat de weg opent naar grootschalig bèta-testen |
| 15     | 18 oktober 2020 12:25   | Starlink V1L13                        | KSC, LC-39A     | Falcon 9 B5            | 60 Starlinksatellieten |
| 16     | 24 oktober 2020 15:31   | Starlink V1L14                        | CCAFS, SLC-40   | Falcon 9 B5            | 60 Starlinksatellieten |
| 17     | 25 november 2020 02:13  | Starlink V1L15                        | CCAFS, SLC-40   | Falcon 9 B5            | 60 Starlinksatellieten |
| 18     | 20 januari 2021 13:02   | Starlink V1L16                        | KSC, LC-39A     | Falcon 9 B5            | 60 Starlinksatellieten |
| 19     | 24 januari 2021 15:00   | Transporter-1                         | CCSFS, SLC-40   | Falcon 9 B5            | 10 Starlink v0.9-satellieten met lasercommunicatie, polaire baan. De eerste missie van het SpaceX rideshareprogramma. |
| 20     | 4 februari 2021 06:19   | Starlink V1L18                        | CCSFS, SLC-40   | Falcon 9 B5            | 60 Starlinksatellieten |
| 21     | 16 februari 2021 3:59   | Starlink V1L19                        | CCSFS, SLC-40   | Falcon 9 B5            | 60 Starlinksatellieten, boosterlanding mislukt. |
| 22     | 3 maart 2021 00:59      | Starlink V1L17                        | KSC, LC-39A     | Falcon 9 B5            | 60 Starlinksatellieten, door vertraging later gelanceerd dan V1L18 en V1L19 |
| 23     | 11 maart 2021 08:13     | Starlink V1L20                        | CCSFS, SLC-40   | Falcon 9 B5            | 60 Starlinksatellieten |
| 24     | 14 maart 2021 10:01     | Starlink V1L21                        | KSC, LC-39A     | Falcon 9 B5            | 60 Starlinksatellieten |
| 25     | 24 maart 2021 08:28     | Starlink V1L22                        | CCSFS, SLC-40   | Falcon 9 B5            | 60 Starlinksatellieten |
| 26     | 7 april 2021 16:34      | Starlink V1L23                        | CCSFS, SLC-40   | Falcon 9 B5            | 60 Starlinksatellieten |
| 27     | 29 april 2021 03:44     | Starlink V1L24                        | CCSFS, SLC-40   | Falcon 9 B5            | 60 Starlinksatellieten |
| 28     | 4 mei 2021 19:01        | Starlink V1L25                        | KSC, LC-39A     | Falcon 9 B5            | 60 Starlinksatellieten |
| 29     | 9 mei 2021 06:42        | Starlink V1L27                        | CCSFS, SLC-40   | Falcon 9 B5            | 60 Starlinksatellieten, tijdens deze operatie is Falcon 9 Booster B1051, voor het eerst in Falcon 9's geschiedenis 10 keer succesvol gelanceerd en geland. |
| 30     | 15 mei 2021 22:56       | Starlink V1L26, Tyvac-0130, Capella 6 | KSC, LC-39A     | Falcon 9 B5            | 52 Starlinksatellieten en twee rideshare satellieten |
| 31     | 26 mei 2021 18:59       | Starlink V1L28                        | CCSFS, SLC-40   | Falcon 9 B5            | 60 Starlinksatellieten Laatste batch van de eerste laag satellieten. |
| 32     | 30 juni 2021 19:31      | Transporter 2                         | CCSFS, SLC-40   | Falcon 9 B5            | 3 polaire Starlinksatellieten als rideshare |
| 33     | 14 september 2021 03:55 | Starlink Group 2-1                    | VSFB, SLC-4E    | Falcon 9 B5            | Eerste volledige batch van 51 polaire Starlinksatellieten |
| 34     | 13 november 2021 12:19  | Starlink Group 4-1                    | CCSFS, SLC-40   | Falcon 9 B5            | 53 Starlinksatellieten |
| 35     | 2 december 2021 23:12   | Starlink Group 4-3                    | CCSFS, SLC-40   | Falcon 9 B5            | 48 Starlinksatellieten en twee Black Sky-satellieten |
| 36     | 18 december 2021 12:41  | Starlink Group 4-4                    | VSFB, SLC-4E    | Falcon 9 B5            | 52 Starlinksatellieten |
| 37     | 6 januari 2022 22:49    | Starlink Group 4-5                    | KSC, LC-39A     | Falcon 9 B5            | 49 Starlinksatellieten |
| 38     | 19 januari 2022 02:02   | Starlink Group 4-6                    | KSC, LC-39A     | Falcon 9 B5            | 49 Starlinksatellieten, deze lancering bracht het aantal Starlinksatellieten in de ruimte boven de 2000 |
| 39     | 3 februari 2022 18:13   | Starlink Group 4-7                    | KSC, LC-39A     | Falcon 9 B5            | 49 Starlinksatellieten, 38 stuks gingen verloren door een zonnestorm die de satellieten ervan weerhield hun baan te verhogen. |
| 40     | 21 februari 2022 14:44  | Starlink Group 4-8                    | CCSFS, SLC-40   | Falcon 9 B5            | 46 Starlinksatellieten |
| 41     | 25 februari 2022 17:12  | Starlink Group 4-11                   | VSFB, SLC-4E    | Falcon 9 B5            | 50 Starlinksatellieten |
| 42     | 3 maart 2022 14:25      | Starlink Group 4-9                    | KSC, LC-39A     | Falcon 9 B5            | 47 Starlinksatellieten |
| 43     | 9 maart 2022 14:45      | Starlink Group 4-10                   | CCAFS, SLC-40   | Falcon 9 B5            | 48 Starlinksatellieten |
| 44     | 19 maart 2022 04:42     | Starlink Group 4-12                   | CCAFS, SLC-40   | Falcon 9 B5            | 53 Starlinksatellieten |
| 45     | 21 april 2022 17:51     | Starlink Group 4-14                   | CCAFS, SLC-40   | Falcon 9 B5            | 53 Starlinksatellieten |
| 46     | 29 april 2022 21:27     | Starlink Group 4-16                   | CCAFS, SLC-40   | Falcon 9 B5            | 53 Starlinksatellieten |
| 47     | 6 mei 2022 09:42        | Starlink Group 4-17                   | KSC, LC-39A     | Falcon 9 B5            | 53 Starlinksatellieten |
| 48     | 13 mei 2022 22:07       | Starlink Group 4-13                   | VSFB, SLC-4E    | Falcon 9 B5            | 53 Starlinksatellieten |
| 49     | 14 mei 2022 20:40       | Starlink Group 4-15                   | CCSFS, SLC-40   | Falcon 9 B5            | 53 Starlinksatellieten |
| 50     | 18 mei 2022 10:59       | Starlink Group 4-18                   | KSC, LC-39A     | Falcon 9 B5            | 53 Starlinksatellieten |
| 51     | 17 juni 2022 16:08      | Starlink Group 4-19                   | KSC, LC-39A     | Falcon 9 B5            | 53 Starlinksatellieten |
| 52     | 7 juli 2022 13:11       | Starlink Group 4-21                   | CCSFS, SLC-40   | Falcon 9 B5            | 53 Starlinksatellieten |
| 53     | 11 juli 2022 01:39      | Starlink Group 3-1                    | VSFB, SLC-4E    | Falcon 9 B5            | 46 Starlinksatellieten |
| 54     | 17 juli 2022 16:20      | Starlink Group 4-22                   | CCSFS, SLC-40   | Falcon 9 B5            | 53 Starlinksatellieten |
| 55     | 22 juli 2022 17:39      | Starlink Group 3-2                    | VSFB, SLC-4E    | Falcon 9 B5            | 46 Starlinksatellieten |
| 56     | 24 juli 2022 13:38      | Starlink Group 4-25                   | KSC, LC-39A     | Falcon 9 B5            | 53 Starlinksatellieten |
| 57     | 10 augustus 2022 02:14  | Starlink Group 4-26                   | KSC, LC-39A     | Falcon 9 B5            | 52 Starlinksatellieten |
| 58     | 12 augustus 2022 21:40  | VSFB, SLC-4E                          | Falcon 9 B5     | 46 Starlinksatellieten | |
| 59     | 19 augustus 2022 21:21  | Starlink Group 4-27                   | CCSFS, SLC-40   | Falcon 9 B5            | 53 Starlinksatellieten |
| 60     | 28 augustus 2022 03:41  | Starlink Group 4-23                   | CCSFS, SLC-40   | Falcon 9 B5            | 54 Starlinksatellieten |
| 61     | 31 augustus 2022 5:40   | Starlink Group 3-4                    | VSFB, SLC-4E    | Falcon 9 B5            | 46 Starlinksatellieten |
| 62     | 5 september 2022 02:09  | Starlink Group 4-20                   | CCSFS, SLC-40   | Falcon 9 B5            | 51 Starlinksatellieten en Sherpa LTC-2 met Varina-TDM |
| 63     | 11 september 2022 01:20 | Starlink Group 4-2                    | KSC, LC-39A     | Falcon 9 B5            | 34 Starlinksatellieten en BlueWalker 3 |
| 64     | 19 september 2022 00:18 | Starlink Group 4-34                   | CCSFS, SLC-40   | Falcon 9 B5            | 54 Starlinksatellieten (vier lanceerpogingen afgebroken wegens onweer) |
| 65     | 24 september 2022 23:32 | Starlink Group 4-35                   | CCSFS, SLC-40   | Falcon 9 B5            | 54 Starlinksatellieten |
| 66     | 5 oktober 2022 23:10    | Starlink Group 4-29                   | VSFB, SLC-4E    | Falcon 9 B5            | 52 Starlinksatellieten |
| 67     | 20 oktober 2022 14:50   | Starlink Group 4-36                   | CCSFS, SLC-40   | Falcon 9 B5            | 54 Starlinksatellieten |
| 68     | 28 oktober 2022 01:14   | Starlink Group 4-31                   | VSFB, SLC-4E    | Falcon 9 B5            | 53 Starlinksatellieten |
| 69     | 17 december 2022 22:32  | Starlink Group 4-37                   | KSC, LC-39A     | Falcon 9 B5            | 54 Starlinksatellieten |
| 70     | 28 december 2022 09:34  | Starlink Group 5-1                    | CCSFS, SLC-40   | Falcon 9 B5            | 54 Starlink V1.5 satellieten |
| 71     | 19 januari 2023 15:43   | Starlink Group 2-4                    | VSFB, SLC-4E    | Falcon 9 B5            | 51 Starlinksatellieten |
| 72     | 26 januari 2023 09:32   | Starlink Group 5-2                    | CCSFS, SLC-40   | Falcon 9 B5            | 56 Starlinksatellieten |
| 73     | 31 januari 2023 16:15   | Starlink Group 2-6 & ION SCV009       | VSFB, SLC-4E    | Falcon 9 B5            | 49 Starlinksatellieten, 1 rideshare satelliet. 200e Falcon 9 lancering ooit. |
| 74     | 2 februari 2023 07:58   | Starlink Group 5-3                    | KSC, LC-39A     | Falcon 9 B5            | 53 Starlink V1.5-satellieten |
| 75     | 12 februari 2023 05:10  | Starlink Group 5-4                    | CCSFS, SLC-40   | Falcon 9 B5            | 55 Starlink V1.5-satellieten |
| 76     | 17 februari 2023 19:12  | Starlink Group 2-5                    | VSFB, SLC-4E    | Falcon 9 B5            | 51 Starlinksatellieten |
| 77     | 27 februari 2023 23:13  | Starlink Group 6-1                    | CCSFS, SLC-40   | Falcon 9 B5            | 21 Starlink V2-Mini-satellieten |
| 78     | 3 maart 2023 18:38      | Starlink Group 2-7                    | VSFB, SLC-4E    | Falcon 9 B5            | 51 Starlink V1.5-satellieten |
| 79     | 17 maart 2023 19:26     | Starlink Group 2-8                    | VSFB, SLC-4E    | Falcon 9 B5            | 52 Starlink V1.5 satellieten |
| 80     | 24 maart 2023 15:43     | Starlink Group 5-5                    | CCSFS, SLC-40   | Falcon 9 B5            | 56 Starlink V1.5 satellieten |
| 81     | 29 maart 2023 20:01     | Starlink Group 5-10                   | CCSFS, SLC-40   | Falcon 9 B5            | 56 Starlink V1.5 satellieten |
| 82     | 19 april 2023 14:31     | Starlink Group 6-2                    | CCSFS, SLC-40   | Falcon 9 B5            | 21 Starlink V2-mini satellieten |
| 83     | 27 april 2023 13:40     | Starlink Group 3-5                    | VSFB, SLC-4E    | Falcon 9 B5            | 46 Starlinksatellieten |
| 84     | 4 mei 2023 07:31        | Starlink Group 5-6                    | CCSFS, SLC-40   | Falcon 9 B5            | 56 Starlink V1.5 satellieten |
| 85     | 10 mei 2023 20:09       | Starlink Group 2-9                    | VSFB, SLC-4E    | Falcon 9 B5            | 51 Starlinksatellieten |
| 86     | 14 mei 2023 05:03       | Starlink Group 5-9                    | CCSFS, SLC-40   | Falcon 9 B5            | 56 Starlink V1.5 satellieten |
| 87     | 19 mei 2023 06:19       | Starlink Group 6-3                    | CCSFS, SLC-40   | Falcon 9 B5            | 22 Starlink V2-minisatellieten |
| 88     | 31 mei 2023 06:02       | Starlink Group 2-10                   | VSFB, SLC-4E    | Falcon 9 B5            | 52 Starlinksatellieten |
| 89     | 4 juni 2023 12:20       | Starlink Group 6-4                    | CCSFS, SLC-40   | Falcon 9 B5            | 22 Starlink V2-minisatellieten |
| 90     | 12 juni 2023 07:10      | Starlink Group 5-11                   | CCSFS, SLC-40   | Falcon 9 B5            | 52 Starlink V1.5 satellieten |
| 91     | 22 juni 2023 07:19      | Starlink Group 5-7                    | VSFB, SLC-4E    | Falcon 9 B5            | 47 Starlink V1.5 satellieten |
| 92     | 23 juni 2023 15:35      | Starlink Group 5-12                   | CCSFS, SLC-40   | Falcon 9 B5            | 56 Starlink V1.5 satellieten |
| 93     | 7 juli 2023 19:29       | Starlink Group 5-13                   | VSFB, SLC-4E    | Falcon 9 B5            | 48 Starlink V1.5 satellieten |
| 94     | 10 juli 2023 03:58      | Starlink Group 6-5                    | CCSFS, SLC-40   | Falcon 9 B5            | 22 Starlink V2-minisatellieten |
| 95     | 16 juli 2023 03:50      | Starlink Group 5-15                   | CCSFS, SLC-40   | Falcon 9 B5            | 54 Starlink V1.5 satellieten, laatste geplande lancering van V1.5 satellieten |
| 96     | 20 juli 2023 04:09      | Starlink Group 6-15                   | VSFB, SLC-4E    | Falcon 9 B5            | 15 Starlink V2-minisatellieten |
| 97     | 24 juli 2023 00:50      | Starlink Group 6-6                    | CCSFS, SLC-40   | Falcon 9 B5            | 22 Starlink V2-minisatellieten |
| 98     | 28 juli 2023 04:01      | Starlink Group 6-7                    | CCSFS, SLC-40   | Falcon 9 B5            | 22 Starlink V2-minisatellieten |
| 99     | 7 augustus 2023 02:41   | Starlink Group 6-8                    | CCSFS, SLC-40   | Falcon 9 B5            | 22 Starlink V2-minisatellieten |
| 100    | 8 augustus 2023 03:57   | Starlink Group 6-20                   | VSFB, SLC-4E    | Falcon 9 B5            | 15 Starlink V2-minisatellieten |
| 101    | 11 augustus 2023 05:17  | Starlink Group 6-9                    | CCSFS, SLC-40   | Falcon 9 B5            | 22 Starlink V2-minisatellieten |
| 102    | 17 augustus 2023 03:36  | Starlink Group 6-10                   | CCSFS, SLC-40   | Falcon 9 B5            | 22 Starlink V2-minisatellieten |
| 103    | 22 augustus 2023 09:37  | Starlink Group 7-1                    | VSFB, SLC-4E    | Falcon 9 B5            | 21 Starlink V2-minisatellieten |
| 104    | 27 augustus 2023 01:05  | Starlink Group 6-11                   | CCSFS, SLC-40   | Falcon 9 B5            | 22 Starlink V2-minisatellieten |
| 105    | 1 september 2023 02:21  | Starlink Group 6-13                   | CCSFS, SLC-40   | Falcon 9 B5            | 22 Starlink V2-minisatellieten |
| 106    | 4 september 2023 02:47  | Starlink Group 6-12                   | KSC, LC-39A     | Falcon 9 B5            | 21 Starlink V2-minisatellieten |
| 107    | 9 september 2023 03:12  | Starlink Group 6-14                   | CCSFS, SLC-40   | Falcon 9 B5            | 22 Starlink V2-minisatellieten |
| 108    | 12 september 2023 06:57 | Starlink Group 7-2                    | VSFB, SLC-4E    | Falcon 9 B5            | 21 Starlink V2-minisatellieten |
| 109    | 16 september 2023 03:38 | Starlink Group 6-16                   | CCSFS, SLC-40   | Falcon 9 B5            | 22 Starlink V2-minisatellieten |
| 110    | 20 september 2023 03:38 | Starlink Group 6-17                   | CCSFS, SLC-40   | Falcon 9 B5            | 22 Starlink V2-minisatellieten. Voor het eerst is de eerste trap van een Falcon 9 voor de 17e keer gebruikt. |
| 111    | 24 september 2023 03:38 | Starlink Group 6-18                   | CCSFS, SLC-40   | Falcon 9 B5            | 22 Starlink V2-minisatellieten. Deze missie is de 200e keer dat een Falcon 9/Heavy rakettrap wordt hergebruikt. |
| 112    | 25 september 2023 08:48 | Starlink Group 7-3                    | VSFB, SLC-4E    | Falcon 9 B5            | 21 Starlink V2-minisatellieten |
| 113    | 30 september 2023 02:00 | Starlink Group 6-19                   | CCSFS, SLC-40   | Falcon 9 B5            | 22 Starlink V2-minisatellieten |
| 114    | 5 oktober 2023 05:36    | Starlink Group 6-21                   | CCSFS, SLC-40   | Falcon 9 B5            | 22 Starlink V2-minisatellieten |
| 115    | 9 oktober 2023 07:43    | Starlink Group 7-4                    | VSFB, SLC-4E    | Falcon 9 B5            | 21 Starlink V2-minisatellieten |
| 116    | 13 oktober 2023 23:01   | Starlink Group 6-22                   | CCSFS, SLC-40   | Falcon 9 B5            | 22 Starlink V2-minisatellieten |
| 117    | 18 oktober 2023 00:39   | Starlink Group 6-23                   | CCSFS, SLC-40   | Falcon 9 B5            | 22 Starlink V2-minisatellieten |
| 118    | 21 oktober 2023 08:23   | Starlink Group 7-5                    | VSFB, SLC-4E    | Falcon 9 B5            | 21 Starlink V2-minisatellieten |
| 119    | 22 oktober 2023 02:17   | Starlink Group 6-24                   | CCSFS, SLC-40   | Falcon 9 B5            | 23 Starlink V2-minisatellieten |
| 120    | 29 oktober 2023 09:00   | Starlink Group 7-6                    | VSFB, SLC-4E    | Falcon 9 B5            | 22 Starlink V2-minisatellieten |
| 121    | 30 oktober 2023 23:20   | Starlink Group 6-25                   | CCSFS, SLC-40   | Falcon 9 B5            | 23 Starlink V2-minisatellieten |
| 122    | 4 november 2023 00:37   | Starlink Group 6-26                   | CCSFS, SLC-40   | Falcon 9 B5            | 23 Starlink V2-minisatellieten. Voor het eerst is de eerste trap van een Falcon 9 voor de 18e keer gebruikt. |
| 123    | 8 november 2023 05:05   | Starlink Group 6-27                   | CCSFS, SLC-40   | Falcon 9 B5            | 23 Starlink V2-minisatellieten |
| 124    | 18 november 2023 05:05  | Starlink Group 6-28                   | CCSFS, SLC-40   | Falcon 9 B5            | 23 Starlink V2-minisatellieten |
| 125    | 20 november 2023 10:30  | Starlink Group 7-7                    | VSFB, SLC-4E    | Falcon 9 B5            | 22 Starlink V2-minisatellieten |
| 126    | 22 november 2023 07:47  | Starlink Group 6-29                   | CCSFS, SLC-40   | Falcon 9 B5            | 23 Starlink V2-minisatellieten |
| 127    | 28 november 2023 04:20  | Starlink Group 6-30                   | CCSFS, SLC-40   | Falcon 9 B5            | 23 Starlink V2-minisatellieten |
| 128    | 3 december 2023 04:00   | Starlink Group 6-31                   | CCSFS, SLC-40   | Falcon 9 B5            | 23 Starlink V2-minisatellieten |
| 129    | 7 december 2023 05:07   | Starlink Group 6-33                   | CCSFS, SLC-40   | Falcon 9 B5            | 23 Starlink V2-minisatellieten |
| 130    | 8 december 2023 08:03   | Starlink Group 7-8                    | VSFB, SLC-4E    | Falcon 9 B5            | 22 Starlink V2-minisatellieten |
| 131    | 19 december 2023 04:01  | Starlink Group 6-34                   | CCSFS, SLC-40   | Falcon 9 B5            | 23 Starlink V2-minisatellieten |
| 132    | 23 december 2023 05:33  | Starlink Group 6-32                   | CCSFS, SLC-40   | Falcon 9 B5            | 23 Starlink V2-minisatellieten. Op 25 december 2023 ging booster B1058 verloren toen deze tijdens de terugtocht naar Port Canaveral omviel door harde wind en golfslag. |
| 133    | 29 december 2023 04:01  | Starlink Group 6-36                   | CCSFS, SLC-40   | Falcon 9 B5            | 23 Starlink V2-minisatellieten |
| 134    | 3 januari 2024 03:44    | Starlink Group 7-9                    | VSFB, SLC-4E    | Falcon 9 B5            | 21 Starlink V2-minisatellieten 6 satellieten zijn voorzien van mogelijkheden om direct met mobiele telefoons te kunnen verbinden. |
| 135    | 14 januari 2024 08:59   | Starlink Group 7-10                   | VSFB, SLC-4E    | Falcon 9 B5            | 22 Starlink V2-minisatellieten |
| 136    | 15 januari 2024 01:52   | Starlink Group 6-37                   | CCSFS, SLC-40   | Falcon 9 B5            | 23 Starlink V2-minisatellieten Dit is de 300e succesvolle lancering uitgevoerd door SpaceX. |
| 137    | 24 januari 2024 00:35   | Starlink Group 7-11                   | VSFB, SLC-4E    | Falcon 9 B5            | 22 Starlink V2-minisatellieten |
| 138    | 29 januari 2024 01:10   | Starlink Group 6-38                   | KSC, LC-39A     | Falcon 9 B5            | 23 Starlink V2-minisatellieten |
| 139    | 29 januari 2024 05:57   | Starlink Group 7-12                   | VSFB, SLC-4E    | Falcon 9 B5            | 22 Starlink V2-minisatellieten |
| 140    | 10 februari 2024 00:34  | Starlink Group 7-13                   | VSFB, SLC-4E    | Falcon 9 B5            | 22 Starlink V2-minisatellieten |
| 141    | 15 februari 2024 21:34  | Starlink Group 7-14                   | VSFB, SLC-4E    | Falcon 9 B5            | 22 Starlink V2-minisatellieten |
| 142    | 23 februari 2024 04:11  | Starlink Group 7-15                   | VSFB, SLC-4E    | Falcon 9 B5            | 22 Starlink V2-minisatellieten |
| 143    | 25 februari 2024 22:06  | Starlink Group 6-39                   | CCSFS, SLC-40   | Falcon 9 B5            | 24 Starlink V2-minisatellieten |
| 144    | 29 februari 2024 15:30  | Starlink Group 6-40                   | CCSFS, SLC-40   | Falcon 9 B5            | 23 Starlink V2-minisatellieten |
| 145    | 4 maart 2024 23:56      | Starlink Group 6-41                   | CCSFS, SLC-40   | Falcon 9 B5            | 23 Starlink V2-minisatellieten |
| 146    | 10 maart 2024 23:05     | Starlink Group 6-43                   | CCSFS, SLC-40   | Falcon 9 B5            | 23 Starlink V2-minisatellieten |
| 147    | 11 maart 2024 04:09     | Starlink Group 7-17                   | VSFB, SLC-4E    | Falcon 9 B5            | 23 Starlink V2-minisatellieten |
| 148    | 16 maart 2024 00:21     | Starlink Group 6-44                   | KSC, LC-39A     | Falcon 9 B5            | 23 Starlink V2-minisatellieten |
| 149    | 19 maart 2024 02:28     | Starlink Group 7-16                   | VSFB, SLC-4E    | Falcon 9 B5            | 22 Starlink V2-minisatellieten |
| 150    | 24 maart 2024 03:09     | Starlink Group 6-42                   | KSC, LC-39A     | Falcon 9 B5            | 23 Starlink V2-minisatellieten |
| 151    | 25 maart 2024 23:42     | Starlink Group 6-46                   | CCSFS, SLC-40   | Falcon 9 B5            | 23 Starlink V2-minisatellieten |
| 152    | 31 maart 2024 01:30     | Starlink Group 6-45                   | CCSFS, SLC-40   | Falcon 9 B5            | 23 Starlink V2-minisatellieten |
| 153    | 2 april 2024 02:30      | Starlink Group 7-18                   | VSFB, SLC-4E    | Falcon 9 B5            | 22 Starlink V2-minisatellieten |
| 154    | 5 april 2024 09:12      | Starlink Group 6-47                   | CCSFS, SLC-40   | Falcon 9 B5            | 23 Starlink V2-minisatellieten |
| 155    | 7 april 2024 02:25      | Starlink Group 8-1                    | VSFB, SLC-4E    | Falcon 9 B5            | 21 Starlink V2-minisatellieten |
| 156    | 10 april 2024 05:40     | Starlink Group 6-48                   | CCSFS, SLC-40   | Falcon 9 B5            | 23 Starlink V2-minisatellieten |
| 157    | 13 april 2024 01:40     | Starlink Group 6-49                   | CCSFS, SLC-40   | Falcon 9 B5            | 23 Starlink V2-minisatellieten Voor het eerst is de eerste trap van een Falcon 9 voor de 20e keer gebruikt. |
| 158    | 17 april 2024 21:26     | Starlink Group 6-51                   | KSC, LC-39A     | Falcon 9 B5            | 23 Starlink V2-minisatellieten |
| 159    | 18 april 2024 22:40     | Starlink Group 6-52                   | CCSFS, SLC-40   | Falcon 9 B5            | 23 Starlink V2-minisatellieten |
| 160    | 23 april 2024 22:17     | Starlink Group 6-53                   | CCSFS, SLC-40   | Falcon 9 B5            | 23 Starlink V2-minisatellieten Voor de 300e keer sinds december 2015 landt een Falcon 9/Heavy eerste trap succesvol. |
| 161    | 28 april 2024 22:08     | Starlink Group 6-54                   | CCSFS, SLC-40   | Falcon 9 B5            | 23 Starlink V2-minisatellieten |
| 162    | 3 mei 2024 02:37        | Starlink Group 6-55                   | CCSFS, SLC-40   | Falcon 9 B5            | 23 Starlink V2-minisatellieten |
| 163    | 6 mei 2024 18:14        | Starlink Group 6-57                   | CCSFS, SLC-40   | Falcon 9 B5            | 23 Starlink V2-minisatellieten |
| 164    | 8 mei 2024 18:42        | Starlink Group 6-56                   | KSC, LC-39A     | Falcon 9 B5            | 23 Starlink V2-minisatellieten |
| 165    | 10 mei 2024 04:30       | Starlink Group 8-2                    | VSFB, SLC-4E    | Falcon 9 B5            | 20 Starlink V2-minisatellieten |
| 166    | 13 mei 2024 00:53       | Starlink Group 6-58                   | CCSFS, SLC-40   | Falcon 9 B5            | 23 Starlink V2-minisatellieten |
| 167    | 14 mei 2024 18:39       | Starlink Group 8-7                    | VSFB, SLC-4E    | Falcon 9 B5            | 20 Starlink V2-minisatellieten |
| 168    | 18 mei 2024 00:32       | Starlink Group 6-59                   | CCSFS, SLC-40   | Falcon 9 B5            | 23 Starlink V2-minisatellieten Voor het eerst is de eerste trap van een Falcon 9 voor de 21e keer gebruikt. |
| 169    | 23 mei 2024 02:35       | Starlink Group 6-62                   | CCSFS, SLC-40   | Falcon 9 B5            | 23 Starlink V2-minisatellieten |
| 170    | 24 mei 2024 02:45       | Starlink Group 6-63                   | KSC, LC-39A     | Falcon 9 B5            | 23 Starlink V2-minisatellieten |
| 171    | 28 mei 2024 14:24       | Starlink Group 6-60                   | CCSFS, SLC-40   | Falcon 9 B5            | 23 Starlink V2-minisatellieten |
| [ 30 ] |                         |                                       |                 |                        | |

## Licentie voor satellietnetwerk
De FCC (Federal Communications Commission) heeft op 29 maart 2018 de aanvraag van SpaceX om 4.425 satellieten te plaatsen goedgekeurd. Op 25 oktober 2018 is er toestemming gegeven om nog eens 7.518 satellieten te plaatsen (in totaal dus ~12.000 satellieten). Sinds september 2017 is er een regel dat bedrijven binnen 6 jaar de helft van hun satellietnetwerk moeten lanceren en binnen 9 jaar het gehele netwerk. Op 1 december 2022 verleende de FCC toestemming om 7.500 Starlink 2.0-satellieten te lanceren.
| Fase | Hoogte   | Hoogte      | Orbitale baanvlak | Orbitale baanvlak | Orbitale baanvlak    | Einddatum     | Einddatum     | Gelanceerde satellieten        | Gelanceerde satellieten             |
| Fase | Hoogte   | Satellieten | Inclinatie        | Aantal            | Satellieten per baan | Eerste helft  | Tweede helft  | Operationeel, 19 december 2021 | Niet operationeel, 19 december 2021 |
| ---- | -------- | ----------- | ----------------- | ----------------- | -------------------- | ------------- | ------------- | ------------------------------ | ----------------------------------- |
| 1    | 550 km   | 1584        | 53,0°             | 72                | 22                   | Maart 2024    | Maart 2027    | 1.561                          | 164                                 |
| 1    | 540 km   | 1584        | 53,2°             | 72                | 22                   | Maart 2024    | Maart 2027    | 152                            | 1                                   |
| 1    | 570 km   | 720         | 70°               | 36                | 20                   | Maart 2024    | Maart 2027    | 51                             | 0                                   |
| 1    | 560 km   | 336         | 97,6°             | 6                 | 58                   | Maart 2024    | Maart 2027    | 11                             | 2                                   |
| 1    | 560 km   | 172         | 97,6°             | 4                 | 43                   | Maart 2024    | Maart 2027    | 0                              | 0                                   |
| 2    | 335,9 km | 2493        | 42,0°             |                   |                      | November 2024 | November 2027 | 0                              | 0                                   |
| 2    | 340,8 km | 2478        | 48,0°             |                   |                      | November 2024 | November 2027 | 0                              | 0                                   |
| 2    | 345,6 km | 2547        | 53,0°             |                   |                      | November 2024 | November 2027 | 0                              | 0                                   |

## Concurrentie
Starlink is niet het enige satellietinternet-netwerk in opbouw. Zo is er het SES/O3b satellietennetwerk, en ook OneWeb heeft soortgelijke plannen waarvoor begin 2019 de eerste zes testsatellieten werden gelanceerd. In februari 2020 begon ook Oneweb met de opbouw van zijn satellietnetwerk. OneWeb heeft zich kritisch uitgelaten over de enorme hoeveelheid Starlink-satellieten. Die zouden de ruimte onveilig maken en satellietbotsingen kunnen veroorzaken. SpaceX brengt daar tegen in dat hun satellieten bestuurbaar zijn en botsingontwijkende manoeuvres kunnen uitvoeren. 
Ook heeft Jeff Bezos in 2019 satellietinternet onder de vlag van zijn bedrijf Amazon dat de naam Kuiper zal dragen aangekondigd. Kuiper en Starlink hebben als voordeel dat hun eigenaar ook het bedrijf bezit dat lanceringen uitvoert. De eerste serie lanceringen van Kuiper zullen echter door Atlas V-raketten van United Launch Alliance gebeuren omdat Bezos bedrijf Blue Origin zijn orbitale raket niet tijdig gereed heeft. Oneweb kocht daarvoor extern de lanceerservice van Arianespace en Roskosmos in. 
In maart 2020 vroeg OneWeb mede door de coronacrisis het faillissement aan. Een doorstart kon in juli 2020 worden gemaakt na te zijn overgenomen door de Britse overheid en het Indiase communicatiebedrijf Barthi Global. In maart 2022 weigerde Roskosmos naar aanleiding van de Oekraïneoorlog nog langer OneWeb-satellieten te lanceren. OneWeb boekte hierop lanceringen bij SpaceX.

## Incidenten
Op maandag 2 september 2019 maakte ruimtevaartbedrijf ESA bekend dat de Aeolus-satelliet op een hoogte van 320km boven de Indische oceaan mogelijk in botsing had kunnen komen met de Starlink-44-satelliet. De satellieten lagen op koers om elkaar op minder dan vier kilometer afstand te passeren met een relatieve snelheid ten opzichte van elkaar van 14,4 kilometer per seconde. De Aeolus kon op tijd een ontwijkende manoeuvre uitvoeren waardoor een botsing werd voorkomen. 
Het was de eerste keer dat een satelliet van ESA moest uitwijken voor een andere satelliet. Matt Desch, directeur van satellietcommunicatienetwerk Iridium, was daarvan overigens niet onder de indruk. Hij gaf op Twitter te kennen dat zijn satellieten wekelijks dit soort manoeuvres uitvoeren. Uit het incident bleek wel dat er bij SpaceX iets was misgegaan met interne communicatie en het bedrijf daardoor onbedoeld niet was ingegaan op een verzoek van ESA om over de satellietpassage te overleggen.

### Magnetische storm Group 4-7
De lancering van Group 4-7 op 3 februari 2022 leek aanvankelijk een succes. De satellieten waren op een hoogte van 210 kilometer afgezet en moesten daarop zelfstandig naar hun banen op een hoogte van 540 kilometer klimmen. Vanwege een magnetische storm moesten de satellieten in veilige modus worden gebracht en konden ze niet aan de klim beginnen. De magnetische storm verhitte de hogere lagen van de atmosfeer waardoor de minimale luchtdichtheid die er op een hoogte 210 kilometer is (tot zo’n 500 kilometer boven de Aarde komen nog gasmoleculen voor) groter werd, resulterend in meer luchtweerstand waardoor de satellieten te veel snelheid verloren. 38 van de 49 satellieten waren daarop niet meer te redden en vielen terug in de atmosfeer.

### Wereldwijde storing
Op 30 november 2022 viel het internetbereik via Starlink wereldwijd uit gedurende 15 tot 20 minuten.

### Mislukte lancering Starlink Group 9-3
Op 12 juli 2024 bereikte de tweede trap van de 354e Falcon 9-vlucht niet de beoogde baan. Als gevolg van een lek explodeerde de hoofdmotor bij het herstarten.
De rest van de tweede trap overleefde de explosie en de twintig Starlink-satellieten werden dan maar in deze lagere dan beoogde elliptische parkeerbaan afgezet met het perigeum op een hoogte van slechts 135 kilometer. SpaceX hoopte ze zelfstandig naar een hogere baan te kunnen sturen en er werd contact gemaakt met tien van de satellieten. Maar de ionenmotoren van de satellieten bleken niet opgewassen tegen de luchtweerstand op die geringe hoogte en de satellieten verloren vijf kilometer hoogte per keer dat ze rond de aarde draaiden en bleken gedoemd om in de atmosfeer terug te vallen.

## Inzet in ramp- en oorlogsgebieden
Starlink wordt regelmatig ingezet om internet in rampgebieden beschikbaar te maken.
- Een gebied dat in september 2020 in Washington State dat door bosbranden werd getroffen kreeg twee Starlink-terminals.[41] Op dat moment was er alleen in het noorden van de Verenigde Staten en zuiden van Canada dekking.
- Begin 2022 werden Starlink-terminals naar Tonga gestuurd nadat alle communicatielijnen daar door een vulkaanuitbarsting kapot waren gegaan. Om Starlink in dat gebied actief te krijgen werd in allerijl een grondstation in Fiji geïnstalleerd.[42]
- Toen Rusland in februari 2022 Oekraïne binnenviel stuurde SpaceX Starlink-terminals naar dat land om internettoegang daar beschikbaar te houden. Daarvoor werd Starlink in Oekraïne versneld opengesteld. Daarbij deed zich wel de uitdaging voor dat Rusland de Starlink-signalen probeert te verstoren.[43] Oekraïense troepen hebben Starlink ronduit geprezen als een baanbrekend stuk satelliet-technologie waarmee ze niet alleen de communicatie kunnen onderhouden, maar ook de Russische troepen beter kunnen targeten met artillerie en drones.  Maar al na enkele maanden werd duidelijk dat Elon Musk zich ongemakkelijk voelde bij het militaire gebruik van Starlink door Oekraïne. Vervolgens probeerde Gwynne Shotwell, de operationeel directeur van SpaceX, het Amerikaanse Ministerie van Defensie te laten betalen voor het Oekraïense gebruik van Starlink-terminals en hun (dure) connectiviteit. Deze gesprekken liepen evenwel op niets uit.  In oktober 2022 kwamen er berichten dat het Starlink-signaal niet langer beschikbaar was voorbij de frontlinie toen Oekraïense troepen probeerden op te rukken, waardoor hun pogingen om grondgebied op de Russen te heroveren in wezen werden verhinderd. Die berichten vielen ongeveer samen met suggesties van Elon Musk dat Oekraïne zijn pogingen om de Krim en de Donbas te heroveren maar moest laten varen; dit voedde beschuldigingen dat hij zijn oren naar Rusland liet hangen. Het ongemak bij SpaceX bleef; het bedrijf zei nooit te hebben voorzien hoe creatief Starlink door het Oekraïense leger zou worden gebruikt en dat het daar ook nooit voor bedoeld was. In februari 2023 sloot SpaceX bepaalde Starlink-faciliteiten af voor militair gebruik door (Oekraïense) drones.[44]
- Tijdens de protesten in Iran in 2022 werden Starlink-terminals het land binnengesmokkeld om eventuele blackouts te omzeilen.[45]
- Op 27 november 2023 sloten Elon Musk en president Isaac Herzog en premier Benjamin Netanyahu een akkoord over het gebruik van Starlink-terminals in Israël inclusief Gaza.[46] De terminals zouden alleen gebruikt kunnen worden met toestemming van het Israëlische ministerie van Communicatie.[47]

## Kritiek

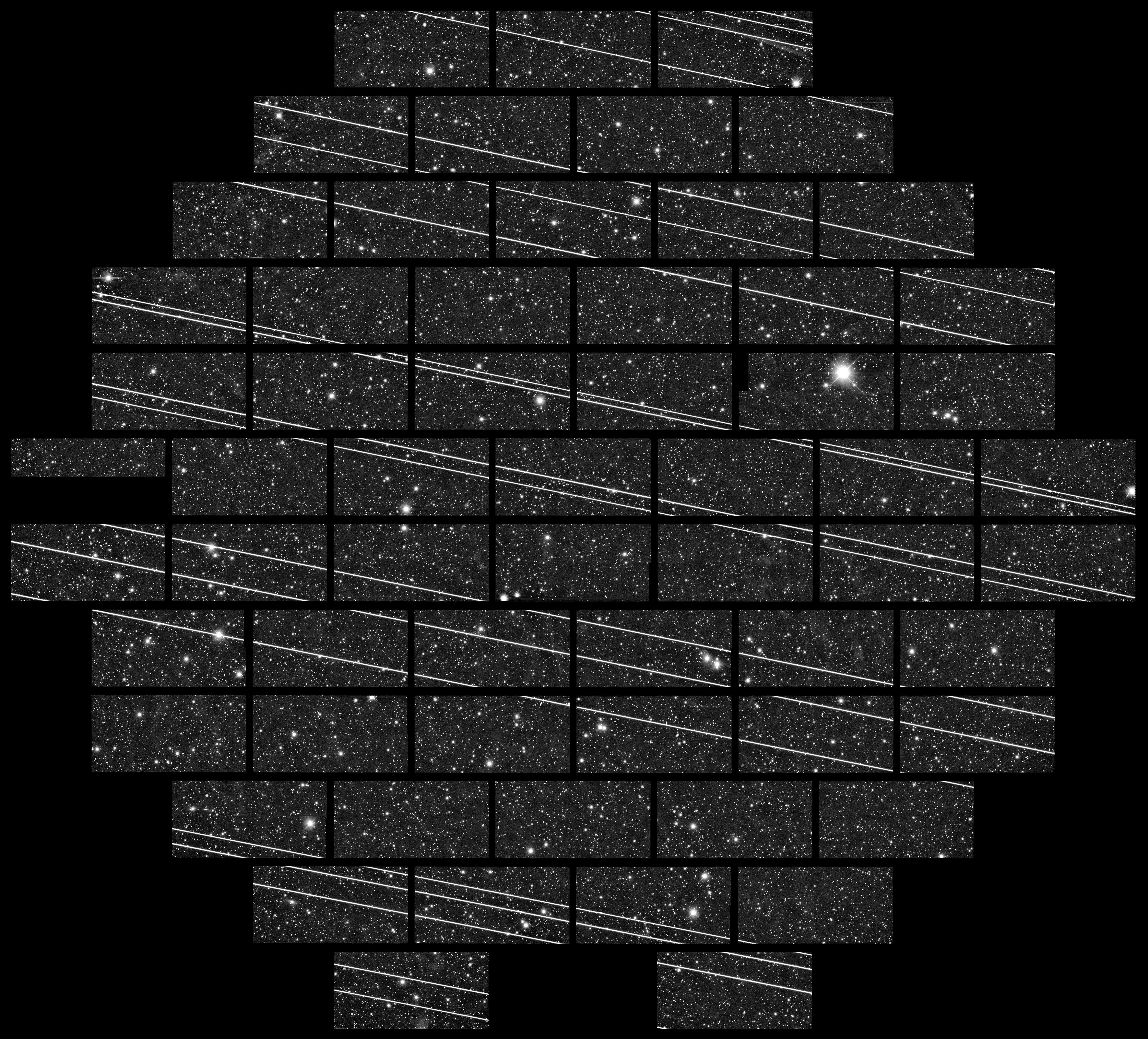
Lichtvervuiling door Starlink satellieten

Het grote aantal geplande satellieten wordt door de beroepsastronomen bekritiseerd. Zij beweren dat het aantal zichtbare satellieten groter zal worden dan het aantal zichtbare sterren en dat de lichtvervuiling die zij teweeg brengen nu al gevolgen heeft voor observaties van verre hemellichamen die een lange belichtingstijd nodig hebben. Omdat de Starlink-satellieten hun banen autonoom kunnen veranderen, kunnen waarnemingen niet gepland worden om zo de lichtvervuiling te vermijden.
SpaceX bekijkt een oplossing om de satellieten van een donkere beschermlaag te zullen voorzien, zodat ze meer licht absorberen. Een eerste aangepaste satelliet, de zogenaamde 'DARKSAT' is inmiddels gelanceerd, maar uit waarnemingen door amateurastronoom en satelliet-fotograaf Thierry Legault is gebleken dat de donkere coating niet het gewenste effect heeft. Ook is SpaceX bereid om de oriëntatie van de satellieten aan te passen gedurende kritische astronomische experimenten. Dit om de zonnereflectie tot een minimum te beperken.
Gebruikmakend van de LOFAR-radiotelescoop hebben onderzoekers aangetoond dat Starlink-satellieten ongewild elektromagnetische straling veroorzaken die de radioastronomie kan beïnvloeden. Het gaat daarbij niet om de breedbandcommunicatie van de satellieten, maar om signalen veroorzaakt door de elektronica in de satellieten zelf. De signalen konden ook worden waargenomen op de beschermde frequentieband tussen 150,05 en 153 MHz die door de Internationale Telecommunicatie-unie (ITU) is toegewezen voor radioastronomie. De onderzoekers erkennen dat dit probleem geldt voor elke grote constellatie van communicatiesatellieten, maar hebben zich gericht op Starlink omdat deze constellatie het grootst was ten tijde van het onderzoek. SpaceX is niet in overtreding omdat er geen internationale regelgeving is die hierin voorziet, terwijl er voor terrestrische apparatuur wel regelgeving is. De onderzoekers zijn in overleg met SpaceX over het probleem.
Peter Beck, directeur van lanceerbedrijf Rocket Lab gaf aan dat hij als gevolg van de Starlink-satellieten kortere lanceervensters heeft.
Viasat, een bedrijf dat ook digitale satellietcommunicatie aanbiedt, verzocht in december 2020 de Federal Communications Commission om een onderzoek in te stellen naar de milieugevolgen (zowel in de ruimte als op aarde) van Starlink.
China heeft een klacht ingediend bij de VN omdat soms een Starlink-satelliet een gevaar vormt voor andere satellieten.

## Eventuele beursgang
Gwynne Shotwell - SpaceX President en COO - onderzocht een plan om Starlink af te splitsen en naar de beurs te brengen. Dit verklaarde Gwynne Shotwell op een conferentie voor investeerders in Miami, georganiseerd door JPMorgan Chase in februari 2020. Een IPO zou helpen kapitaal op te halen om de constellatie uit te bouwen. Starlink zou daarmee een belangrijke klant worden van SpaceX. Gwynne Shotwell noemde een splitsing en IPO waarschijnlijk maar gaf geen termijn of streefdatum.
Elon Musk maakte in maart 2020 duidelijk dat er voorlopig geen plannen voor een afsplitsing of IPO zijn. Hij wil Starlink eerst winstgevend maken. Hij noemde daarbij dat er nog nooit eerder een satellietnetwerk is geweest dat niet bankroet ging en dat hij dat risico met Starlink niet neemt. Hij wil het eerst volledig werkend en winstgevend hebben binnen de financiële marge van SpaceX voor hij er überhaupt over nadenkt. Wel gaf hij een half jaar later aan dat hij Starlink op de lange duur waarschijnlijk wel naar de beurs brengt.

## Afgeleide
Op 5 oktober 2020 won SpaceX een contract om voor de US Space Force vier prototype-satellieten te ontwikkelen en testen voor een raket-detectiesysteem. Als uitgangspunt wordt het Starlink-systeem gebruikt. Deze satellieten moeten in 2022 worden gelanceerd.